# 內華達泉鱂
內華達泉鱂，為輻鰭魚綱鯉齒目鯉齒亞目谷鱂科的其中一種，為亞熱帶淡水魚，被IUCN列為易危保育類動物，分布於北美洲美國內華達州Railroad谷淡水流域，體長可達5公分，棲息在溫暖的湧泉處，生活習性不明，可做為觀賞魚。